# Xanthocnemis tuanuii
Xanthocnemis tuanuii är en trollsländeart som beskrevs av Rowe 1981. Xanthocnemis tuanuii ingår i släktet Xanthocnemis och familjen dammflicksländor. Inga underarter finns listade i Catalogue of Life.